# Monte Fumaiolo

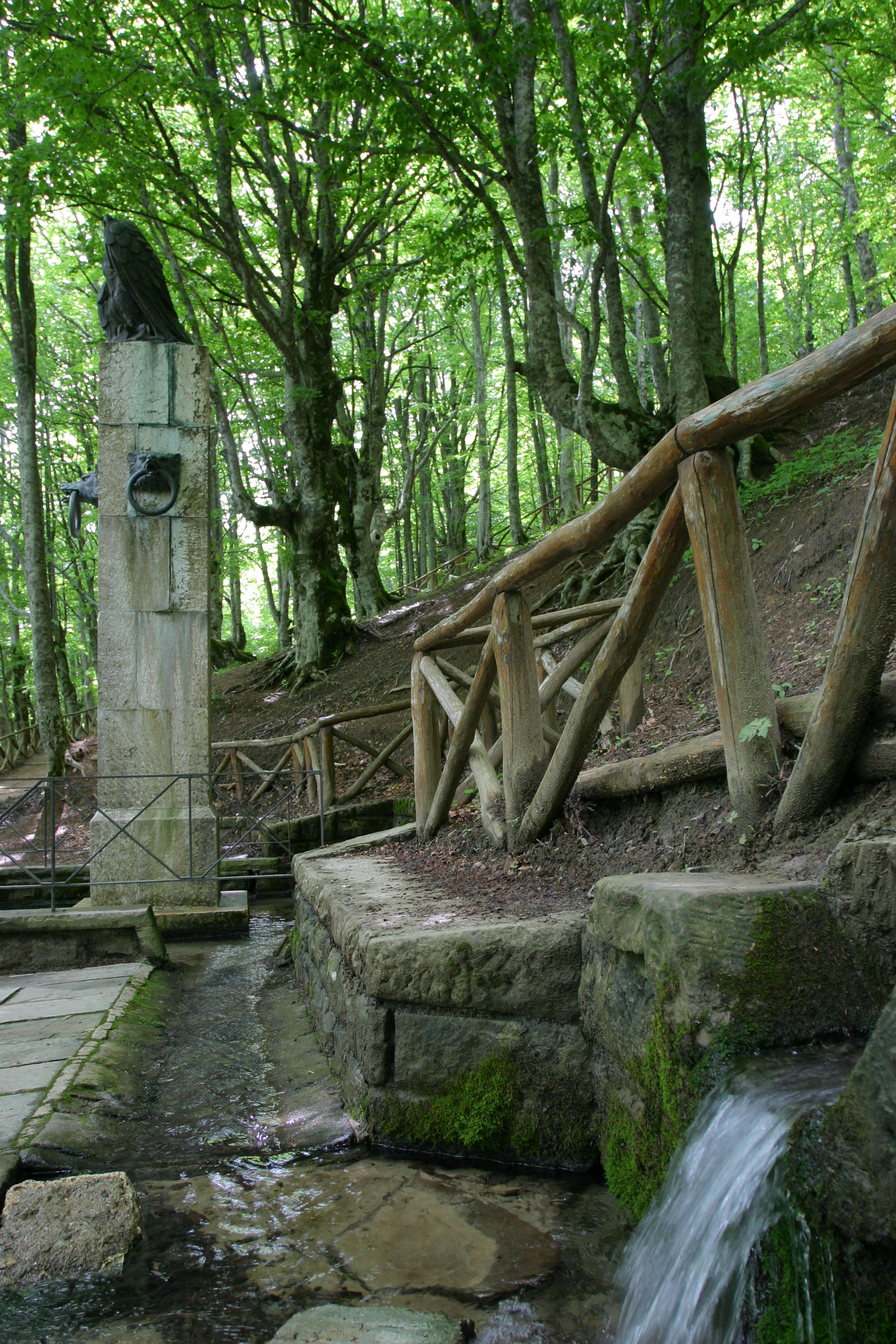
De oorsprong van de Tiber

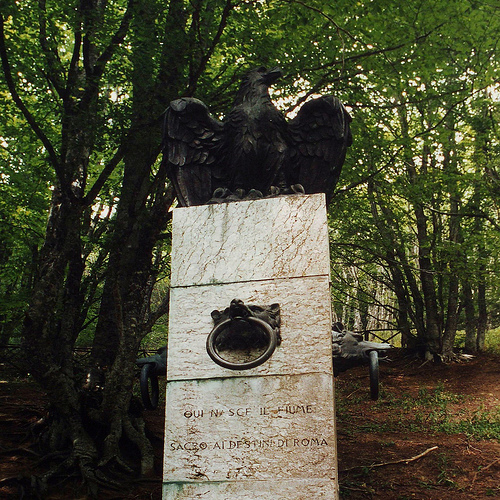
De adelaar

De Monte Fumaiolo is een berg in het noordelijk deel van de Apennijnen in Italië, ongeveer 70 kilometer van Cesena, in de provincie Forlì-Cesena. De berg ligt tussen Emilia-Romagna en Toscane en heeft een hoogte van 1.407 meter. Op de berg groeien berken en fijnsparren.
Sinds 1999 wordt door de burgemeester van het naburige Verghereto mos van de Fumaiolo aan de paus aangeboden als kerstgift voor de kerststal op het Sint-Pietersplein in Rome.

## De Tiber
Op deze berg is de oorsprong van de Tiber, maar ook van de minder bekende Marecchia en de Savio, die beide naar de zuidelijke Adriatische Zee stromen. De Tiber heeft twee bronnen, die slechts 10 meter van elkaar verwijderd zijn. Ze zijn op 1.268 meter hoogte en worden de Vene genoemd.
Waar de Tiber ontspringt, is in 1930 door Benito Mussolini een antieke marmeren zuil geplaatst met aan weerszijden een wolvenkop en bovenop een bronzen adelaar die richting Rome kijkt. De rivier gaat vanaf de berg richting Umbrië en stroomt uiteindelijk door Rome.